# Oligia uniformis
Oligia uniformis är en fjärilsart som beskrevs av W. Warren 1913. Oligia uniformis ingår i släktet Oligia och familjen nattflyn. Inga underarter finns listade i Catalogue of Life.